# Eubacterium
Eubacterium es un género de bacterias grampositivas de la familia Eubacteriaceae. Estas bacterias se  caracterizan por una pared celular rígida. Pueden ser móviles o no móviles. Si son móviles, tienen un flagelo. Un flagelo típico consta de un cuerpo basal, filamento, y gancho. El filamento largo es el órgano que ayuda a las  bacterias a moverse.
La bacteria grampositiva tiene una capa de proteoglicano gruesa y capta la tinción de ''Gram Violeta'' (mientras que las bacterias Gram-negativa tienen una capa de proteoglicanos más fina que esta rodeado por una capa de lipopolisacáridos que induce la respuesta inmune, y no captan la tinción de Gram). Se han aislado especies de este género en mujeres con vaginosis bacteriana.